# Il volo dell'ape
Il volo dell'ape (Parvaz-e zanbur) è un film del 1998 diretto da Min Byung-hun e Jamšed Usmonov.
Film d'esordio del regista coreano Byung-hun, realizzato in collaborazione col tagiko Usmonov, si ispira al realismo poetico esposto nelle opere del regista indiano Satyajit Ray, cui il film è dedicato.
Ha vinto il premio per il Miglior film al Torino Film Festival.

## Trama
La storia è ambientata in un remoto villaggio di montagna del Tagikistan. Il capo del villaggio protesta riguardo al suo vicino che ha costruito una latrina esterna giusto accanto al muro che separa la sua proprietà dall'altro. Non solo ciò è causa di un insopportabile fetore, ma il vicino guarda attraverso il muro per spiare la moglie del capo villaggio mentre lui è là. Dal momento che il suo vicino è un uomo facoltoso con amici influenti a Mosca, il sindaco è riluttante nel fare qualcosa a tal proposito, asserendo che è la sua proprietà privata ed è autorizzato a farne uso come meglio crede. Il capo villaggio perciò decide di prendere in mano la situazione e prova a forzare la questione acquistando la proprietà accanto a quella del sindaco. Gli eventi presto sfuggono da ogni controllo.